# 핵연료 주기

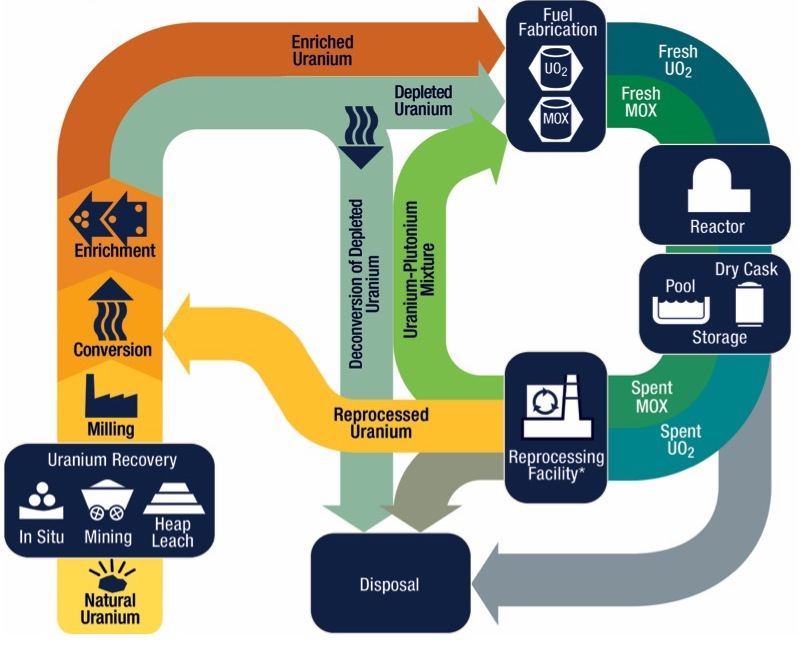

핵연료 주기(영어: Nuclear Fuel Cycle) 혹은 핵연료 사슬은 핵연료가 다른 과정을 거치면서 일어나는 과정이다. 핵연료 주기는 간단히 세 단계로 나눌 수 있는데, 첫 단계인 프론트엔드는 우라늄 광석을 핵연료로 만드는 과정이며, 서비스 기간은 만든 핵연료를 원자로에서 사용하는 단계이며, 마지막 백엔드 단계에선 사용후 연료를 안전하게 보관/관리하는 단계로 연료를 재처리 하거나, 사용후 연료풀에 저장한다. 연료를 재처리하지 않는 핵연료 주기를 가리켜 열린 연료주기라고 부르며, 핵연료를 재처리하면 닫힌 연료주기라고 부른다.

## 연료주기

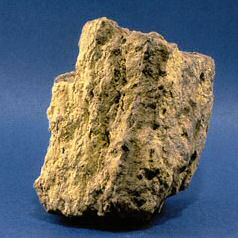
1. 우라늄 광석 - 핵연료의 기본이 되는 자원
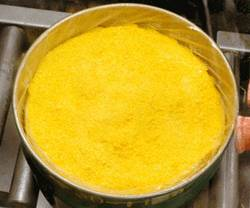
2. 정광(옐로케이크) - 우라늄을 전환공장으로 보내는데 쓰이는 형식
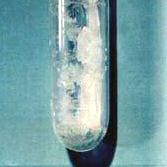
3. 육불화 우라늄 - 우라늄 농축에 쓰이는 형식
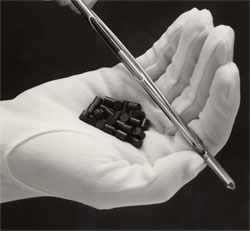
4. 연료펠릿 - 작고, 불활성이며, 녹지 않는 세라믹 펠릿

### 열린 연료주기
이 주기에서 사용후 연료는 생태계와의 격리를 위한 추가적인 포장밖에 하지 않는다. 열린 연료주기는 미국, 캐나다, 스웨덴, 핀란드, 스페인과 남아프리카 공화국, 대한민국등이 시행하고 있다. 몇몇 나라들, 특히 스웨덴과 캐나다는 사용후 연료를 필요시 인출할 수 있게 디자인된 저장소를 보유하고 있으며, 미국의 경우 사용후 연료를 영구 보관할 수 있는 유카산 저장소를 계획중에 있다.

### 닫힌 연료주기
몇몇 국가들, 특히 영국과 일본은 핵연료를 재처리하고 있다. 재처리를 하게 되면, 분열 생성물로 소수 악티니드 계열이 나오며, 또한 아직 원자로에서 연소되지 않은 우라늄, MOX 연료를 만드는데 사용되는 플루토늄이 나온다. 현재 열 원자로에 MOX를 장전하는 플루써멀 계획은 없지만, 만약 고속 반응로가 실용화 된다면, 고속 반응로에서 MOX연료를 태울수 있으며 혹은 거의 다른 악티니드 동위원소도 태울수 있다.

## 현재 산업적 활동
토륨연료주기가 이점이 있지만, 현재 대부분 핵연료에 사용하는 방사성 동위원소는 우라늄 235(U235), 우라늄 238(U238), 플루토늄 239(Pu239)가 쓰인다. 몇몇 원자로의 보조 감속재로 쓰이는 토륨은 지각에서 우라늄보다 3배(U235의 550배) 풍부하지만, 현재 탐사가 부족해 산출자원이 적다. 토륨은 특정국가, 특히 인도에서 우라늄보다 많이 분포한다.
중수로와 흑연감속 원자로는 천연 우라늄을 사용하지만, 전 세계의 대다수 원자로는 농축 우라늄을 사용한다. 일반적인 발전용 원자로는 U235 5%, U238 95%인 농축 우라늄을 사용하지만, 선박용 원자로의 경우 약 93%의 U235를 사용한다.
일반적으로 수소의 동위원소를 융합하여 에너지를 얻는 핵융합의 연료는 핵연료로 치지 않는다.

## 프론트 엔드

### 탐사
우라늄 광물을 찾는데는 지구물리학적 기술이 사용되는데, 이 기술을 이용해 우라늄 광맥을 평가하고 표본을 채취해 채산성을 파악, 결정하게 된다. 자연상태의 우라늄은 주로 2가지 동위원소로 구성되는데, U235 , U238이 그것이다. 이 숫자는 각각의 동위원소의 원자량을 나타내거나, 원자핵상의 양성자, 중성자 개수를 합한 값이기도 하다. 천연 우라늄은 대략 99.28%의 U238과 0.71%의 U235로 구성되는데, 우라늄 235는 자유중성자와 충돌시 거의 항상 분열 되지만, 우라늄 238은 중성자를 흡수하고 우라늄 239로 변환된다. 이 우라늄 239는 자연적 방사능 붕괴로 인하여 플루토늄 239로 변하게 되는데, 이 플루토늄은 우라늄 235와 마찬가지로 분열되는 특징을 지니고 있다.

### 채광
우라늄 광석은 다른 금속을 채광하는 것과 같이 노천채광과 지하채광을 한다. 그중 원위치용액채광법은 미국에서 많이 쓰이고 있는데, 우라늄이 함유된 광물을 녹여, 일정한 간격을 둔 우물로 용해물을 끌어 올려, 지상의 공장에서 다시 용해물을 고체화 시킨다. 미국에서 채굴하는 우라늄 광석에는 0.05 ~ 0.3%의 우라늄 옥사이드(U3O8)가 함유되어 있다. 우라늄 광상은 다른 나라에서도 개발되는데, 미국의 우라늄 광상보다 질이 좋고, 우라늄 수치도 높다. 또한 우라늄은 100만중 50 ~ 200 비율로 해양에서 유래된 인광석에 포함되어 있으며, 매우 낮은 함량에도 불구하고 증기를 이용하여 경제성 있게 회수하고 있다.

### 정련
채광된 우라늄 광물은 일반적으로 제분 과정을 거쳐 균일한 크기의 가루가 되어 화학적 여과 과정을 거치게 된다. 정련과정을 거치게 되면 우라늄 광석은 노란색 가루로 변하는데, 이를 우라늄정광 혹은 옐로케이크라고 부르며, 우라늄 광석시장에 팔리게 된다.

### 변환
이렇게 만들어진 옐로케이크는 대다수 농축 공정에 쓰이는 6불화 우라늄(UF6)로 전환된다. 6불화 우라늄 고체는 64.02도, 1137.5 mmhg에서 기화한다. 또한 CANDU와 같이 천연우라늄을 사용하는 원자로에서 사용하기 위해 세라믹 형태의 우라늄 산화물(UO2)로 전환되지만, 6불화 우라늄에 비해 전환되는 양이 적다.

### 농축
천연 U235는 경수로의 연쇄반응을 유지시킬 만한 양이 부족하기 때문에, U235를 농축시키는 것이 필요하다. 농축의 정도는 고객의 요청에 따라 달라진다. 일반적인 경수로에선 약 3.5%의 U235 정도 농축된 걸 사용하지만, 더 낮은 농축도를 가진 농축 우라늄도 필요하다. 농축은 한 가지 혹은 여러 가지 동위원소 분류법을 사용하는데, 그중 기체확산법과, 원심분리법이 주로 사용되며 이 밖에도 레이저 방식도 개발되었으며 다른 농축 방식들도 개발중에 있다.
농축과정중 부산물의 대부분(96%)인 열화 우라늄은 장갑재, 포탄의 관통자, 방사능 차폐물, 선박의 밸러스트로 쓰이지만 많은 양의 열화우라늄이 창고에 쌓여있다. 미국 에너지성은 약 47만톤 가량의 열화우라늄을 가지고 있으며, 그중 약 95%의 열화 우라늄은 6불화 우라늄으로 저장된다.

## 성형 및 가공
핵연료로 사용되기 위해 농축된 6불화 우라늄은 펠릿 형태로 만들기 위해 우라늄 산화물 가루로 전환된다. 이 가루를 소결로에서 소결시켜 단단한 세라믹 형태의 우라늄 산화물로 만든다. 여기서 만들어진 원통형 펠릿을 균일한 크기로 자른 후, 원자로 노심 디자인대로 쌓은 후 부식되지 않는 합금관에 집어넣는다. 이 관은 펠릿을 넣고 봉해지며, 이 관을 연료봉이라고 부른다. 연료봉은 특별한 연료집합체에 묶은후 원자로에 장전하게 된다.
연료봉에 쓰이는 금속은 원자로의 디자인에 따라 결정되는데, 예전엔 스테인레스 스틸을 사용하였지만, 대부분의 원자로는 지르코늄합금을 사용한다. 비등수형 원자로와 가압수형 원자로는 연료봉을 다발로 묶어서 장전하는데, 이 연료다발을 연료 집합체라고 부른다.

## 서비스 기간

### 핵물질 수송
수송은 핵연료 사이클에 필수적인 부분으로, 원자력 발전소와 우라늄 광산, 그리고 여러 과정의 공장들이 세계 곳곳에 퍼져 있기 때문에, 수송이 필요하다. 기체상태로 수송하는 6불화 우라늄을 제외하고 대부분 고체상태로 수송하게 되는데, 대부분 국제적으로 움직이며 종종 초장거리를 이동하기도 한다. 핵물질은 일반적으로 전문 운송회사가 수송한다.
몇몇 핵물질은 방사능을 띠고 있어, 운송중 주변지역과 장비가 방사선에 노출될 수 있다. 그렇기 때문에 그런 핵물질을 수송시 잠재적 오염을 방지하기 위해 방사선 차폐물을 사용한다. 예를 들어 천연 우라늄 연료집합체는 방사성 수치가 낮아 차폐물이 필요없지만, 사용후 연료나 고준위 폐기물은 방사성 수치가 높아 특별 취급이 필요하다. 방사선 수치가 높은 핵물질 수송에는 특별한 컨테이너가 쓰이는데, 이 컨테이너는 일반 상태건 극한 상태이건 간에 핵물질을 유지하도록 설계되어 있다.

### 노심내 관리
원자로 노심에는 노심의 셀 안에 수백 개의 연료 집합체가 일정한 간격으로 배열되어 있으며, 이 셀을 연료봉 혹은 제어봉이 둘러싸고 있으며, 셀 주위엔 감속재와 냉각제가 있는데 대부분의 원자로는 감속재와 냉각제로 물을 사용한다.
연쇄반응중 연료를 태우게 되고, 오래된 연료봉은 정기적으로 새 연료봉으로 교체되어야 한다(이 교체기간을 "주기"라고 부른다.) 그러나 한 부분의 연료 집합체를 인출하게 되면 연료의 감손도가 균일하지 못하게 된다. 게다가 인출한 연료집합체 자리에 새 연료 집합체를 장전하게 되면 노심 에서의 자리때문에 연소도에 차이를 보이게 된다. 이를 참고로 하여 안전하게 통제하기 위하여 연소도를 최대화시킬 수 있도록 배열해야 한다. 따라서 원자로 운전원들은 새 연료 집합체와 예전 연료 집합체간의 재배열을 시킴으로 노심의 반응을 최대화 시켜, 연료주기에 들어가는 비용을 최소화시켜야만 한다.
이 문제는 개별적인 최적화 문제로, 큰 숫자의 수열과 각각의 복잡한 계산으로 인하여 현재 방법으론 계산이 어렵다. 그러나, 이 문제에 대한 방법들이 제안되고 있으며, 연료 운용을 위한 여럿 상용 소프트웨어 패키지도 있다. 아직 이 문제에 대한 명확한 해답이 없기 때문에, 운전원들은 여럿 계산과 경험에 의존해 이 문제를 풀고 있다.

#### 연속운전할 수 있는 원자로
RBMK와 Magnox, CANDU같은 몇몇 원자로 디자인은 연료교환을 위해 원자로를 정지시킬 필요가 없다. 이들 디자인은 가압수형 원자로와 비등수형 원자로가 하나의 압력용기를 사용하는데 비해, 각각의 압력튜브에 연료와 냉각제가 들어가 있으며, 각각의 압력튜브는 격리되어 있으며, 운전자가 조정하는 연료교환기에 의해 재교환을 하게 된다. CANDU의 경우, 약 400개의 압력튜브가 있는데, 이중 하루에 8개의 압력튜브의 연료를 교환할 수 있다. 이들 원자로는 효율적인 연료재장전 문제를 지속적으로 다루어, 좀 더 높은 효율성을 얻을 수는 있으나, 각각의 압력튜브에 대한 계산을 수행해야 한다.

## 백엔드 단계

### 임시보관
원자로의 사이클이 끝나면, 원자로를 정지시키고 재장전을 하게 된다. 사용후 연료는 일단 원자로 내에 보관하는데, 보통 사용후 연료풀이나, 원자로 건물내에 보관한다. 만약 이 저장풀이 가득차게 된다면, 식은 연료를 독립 사용후연료저장설비라고 불리는 모듈화된 건조저장설비에 저장하는 걸 고려할 수 있다. 사용후 연료봉은 보통 물이나 붕산에 저장하는데, 물과 붕산은 사용후 연료봉에서 일어나는 잔여 방사능 붕괴에 따르는 열과 이온화 방사선에서 생태계와 격리시키는 역할을 하고 있다. 사용후 연료는 몇 년 동안 냉각 후 건조 보관된다.

### 재처리
원자로에서 인출된 사용후 연료에는 다수의 U235, U238, Pu239와 분열 생성물을 포함한 방사능 물질이 포함되어 있다. 재처리는 사용후 연료봉을 화학적인 방법으로 처리하여 우라늄과 플루토늄을 추출해내는 과정을 말한다. 혼합 산화물 연료, 혹은 MOX 연료는 재처리된 회수 우라늄과 플루토늄, 열화 우라늄을 섞은 연료로, 대다수 원자로에서 사용하는 농축우라늄과 흡사하지만, 동일하지는 않다. MOX 연료는 원자력 발전소에서 쓰이는 경수로용 저농축 우라늄 연료의 대안이 될 수 있으며, 이를 사용하는 계획을 플루서멀계획이라고 부른다. 현재 유럽의 원자력 발전소는 유럽과 일본에서 재처리된 연료를 사용하고 있으나, 미국의 경우 핵확산 우려로 상업적 원자로 연료의 재처리를 허가하고 있지 않지만, 최근 미국이 설립한 국제 핵에너지 협력체에서는 재처리된 플루토늄이 핵연료로 유용하다고 생각하고 있다.

### 폐기물 처리
현재 원자력 분야의 관심은 사용후 핵연료, 혹은 재처리가 가능할시 재처리된 폐기물을 안전하게 처리 및 격리시키는 것에 있다. 이 폐기물들은 방사선 수치가 안전 수치까지 떨어질때까지 생태계와 격리시켜야 한다. 미국의 경우, 82년 방사성 폐기물에 대한 정책 법안이 미국 에너지성에 의해 제정되어 이들 폐기물의 처리방법의 개발을 맡게되는 제도적 장치가 되었다. 현 계획은 이 폐기물을 고체로 만들어 안정된 지층속 깊숙히 처분하는 쪽으로 가닥이 지어졌으며, 에너지성은 이에 유카산을 처분장으로 지정했지만, 처분장의 가동은 무기한 연기되었다. 몇몇 가압수형 경수로가 아닌 디자인, 그중 토륨을 연료로 사용하는 용융염 원자로의 경우, 고준위 폐기물이 나오지 않는다.

## 대한민국의 핵연료 주기
현재 대한민국은 프론트엔드 단계중, 성형가공 단계를 제외한 전과정을 해외에 의존하고 있다. 서비스 기간을 거친 사용후 연료에 대한 국가정책은 아직 없으며, 현재 사용후 연료는 발전소내부의 사용후 연료풀에 저장하고 있으며, 영구 처분장이 건설될 경우, 스웨덴과 캐나다처럼 중간저장 방침을 세우고 있다.